# Alejandra Usquiano
Alejandra Usquiano (née le 12 mai 1993) est une archère colombienne.

## Biographie
Usquiano commence le tir à l'arc en 2007. Elle fait ses premières compétitions internationales en 2008. En 2013, elle remporte les épreuves de tir à l'arc par équipe femmes lors des championnats du monde.

## Palmarès
- Championnats du monde[1]
  -  Médaille d'or à l'épreuve par équipe femme aux championnats du monde 2013 à Belek (avec Aura Maria Bravo et Sara Lopez).
  -  Médaille d'or à l'épreuve par équipe femme aux championnats du monde 2017 à Mexico (avec Nora Valdez et Sara Lopez).

- Coupe du monde[1]
  -  Médaille d'or à l'épreuve par équipe femme à la coupe du monde 2013 de Antalya.
  -  Médaille d'argent à l'épreuve par équipe femme à la coupe du monde 2013 de Medellín.
  -  Médaille d'or à l'épreuve individuelle femme à la coupe du monde 2013 de Medellín.
  -  Coupe du monde à l'épreuve individuelle femme à la coupe du monde 2013 à Paris.
  -  Médaille de bronze à l'épreuve individuelle femme à la coupe du monde 2014 de Shanghai.
  -  Médaille d'argent à l'épreuve par équipe femme à la coupe du monde 2014 de Medellín.
  -  Médaille de bronze à l'épreuve par équipe femme à la coupe du monde 2014 de Wrocław.
  -  Médaille d'or à l'épreuve par équipe femme à la coupe du monde 2015 de Antalya.
  -  Médaille d'argent à l'épreuve individuelle femme à la coupe du monde 2015 de Wrocław.
  -  Médaille d'or à l'épreuve par équipe femme à la coupe du monde 2015 de Medellín.
  -  Médaille d'or à l'épreuve par équipe femme à la coupe du monde 2016 de Medellín.
  -  2e à la Coupe du monde à l'épreuve par équipe mixte à la coupe du monde 2016 à Odense.
  -  Médaille d'argent à l'épreuve par équipe femme à la coupe du monde 2017 de Antalya.

- Championnats panaméricains[1]
  -  Médaille de bronze à l'épreuve par équipe femme aux championnats panaméricains 2010 à Guadalajara.
  -  Médaille de bronze à l'épreuve par équipe mixte junior aux championnats panaméricains 2010 à Guadalajara.
  -  Médaille d'argent à l'épreuve individuelle femme junior aux championnats panaméricains 2010 à Guadalajara.
  -  Médaille de bronze à l'épreuve individuelle femme aux championnats panaméricains 2012 à San Salvador.
  -  Médaille d'or à l'épreuve individuelle femme aux championnats panaméricains 2014 à Rosario.
  -  Médaille d'argent à l'épreuve par équipe femme aux championnats panaméricains 2016 à San José.